# Libnotes (Laosa) iris
Libnotes (Laosa) iris is een tweevleugelige uit de familie steltmuggen (Limoniidae). De soort komt voor in het Oriëntaals gebied.